# Partido judicial de Porriño
El Partido judicial de Porriño es uno de los 45 partidos judiciales en los que se divide la Comunidad Autónoma de Galicia (España), siendo el partido judicial n.º 11 de la provincia de Pontevedra.
Comprende los municipios de Mos, Porriño y Salceda de Caselas.
La cabeza de partido y por tanto sede de las instituciones judiciales es Porriño]. La dirección del partido se sitúa en la Calle Domingo Bueno de la localidad. Porriño cuenta con tres Juzgados de Primera Instancia e Instrucción.